# Mattia Manzaroli
Mattia Manzaroli (ur. 3 października 1991) – sanmaryński piłkarz, grający jako bramkarz w SC Faetano, którego jest kapitanem. Młodzieżowy reprezentant kraju.

## Kariera klubowa

### AC Juvenes/Dogana
Jego pierwszym klubem w karierze był AC Juvenes/Dogana. 
W sezonie 2013/2014 rozegrał 16 meczów i zachował 7 czystych kont.
W następnym sezonie rozegrał 17 spotkań i 8 razy kończył mecz bez wpuszczonej bramki.
W sezonie 2015/2016 zagrał 21 spotkań i miał 6 czystych kont.
W sezonie 2016/2017 wystąpił w 16 spotkaniach i 6 razy zachował czyste konto.
W sezonie 2017/2018 wystąpił w 10 meczach i trzy razy nie dał sobie strzelić gola.
W sezonie 2020/2021 zagrał 12 meczów i nie zachował żadnego czystego konta.
Łącznie w tym zespole zagrał 101 meczów ligowych.

#### Wypożyczenie do AC Libertas
1 lipca 2018 roku został wypożyczony do AC Libertas. Wypożyczenie zakończyło się pod koniec tego samego roku.

### AC Monte Cerignone
8 stycznia 2022 roku przeszedł do AC Monte Cerignone.

### SS Murata
1 lipca 2022 roku został zawodnikiem SS Murata. W tym zespole zadebiutował 3 września 2022 roku w meczu z SS Cosmos (porażka 4:1). Zagrał cały mecz. Łącznie w Muracie zagrał 16 meczów (12 ligowych).

### Powrót do Włoch
1 kwietnia 2023 roku wrócił do AS Monte Cerignone.

### SC Faetano
10 sierpnia 2023 roku został zawodnikiem SC Faetano. W tym zespole debiut zaliczył 16 września 2023 roku w meczu z SS Murata (porażka 5:0). Zagrał cały mecz. Łącznie (stan na 6 lutego 2024) zagrał 17 meczów.

## Kariera reprezentacyjna

### Zespół U-19
W zespole San Marino do lat 19 rozegrał 3 mecze: jeden towarzyski i dwa w eliminacjach do mistrzostw Europy.

### Zespół U-21
W reprezentacji U-21 zagrał 12 spotkań, wszystkie w eliminacjach do mistrzostw kontynentu.

### Reprezentacja seniorska
Co prawda Manzaroli nigdy nie zadebiutował w reprezentacji seniorskiej, ale kilkukrotnie był rezerwowym w spotkaniach drużyny narodowej.